# Zoița, Buzău
Zoița (denumit în trecut și Joița) este un sat în comuna Ziduri din județul Buzău, Muntenia, România. Se află în zona de câmpie din nord-estul județului. Are o gară pe calea ferată dintre Buzău și Râmnicu Sărat.